# UTC+09:00

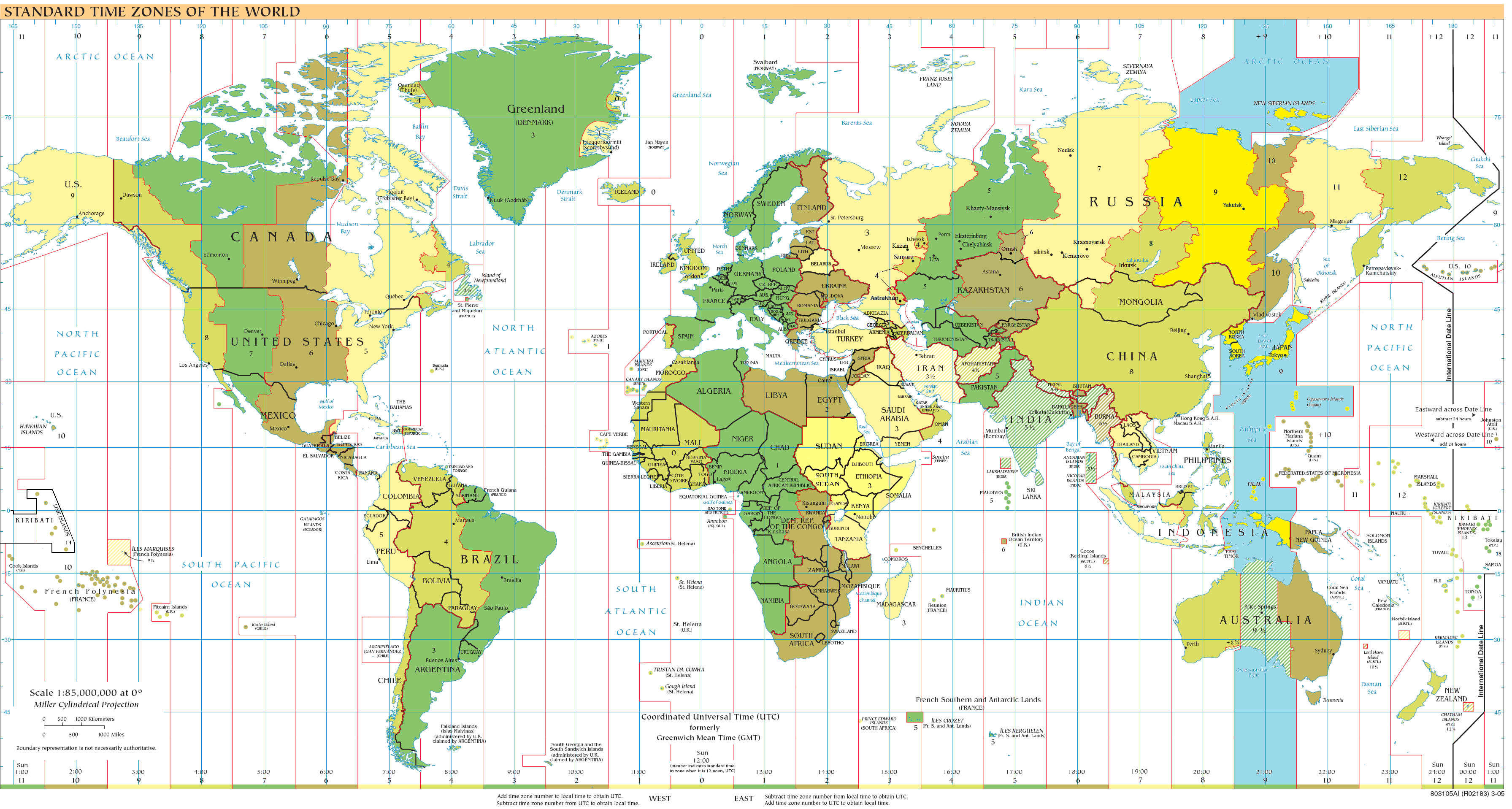
UTC+9:00

UTC+9:00 (I – India) – strefa czasowa, odpowiadająca czasowi słonecznemu południka 135°E.
W strefie znajduje się m.in. Jakuck, Jokohama, Osaka, Pjongjang, Seul i Tokio.

## Strefa całoroczna
Australia i Oceania:
- Palau

Azja:
- Indonezja (Moluki i zachodnia Nowa Gwinea)
- Japonia
- Korea Południowa
- Korea Północna[1]
- Rosja (obwód amurski i zachodnia część Jakucji)
- Timor Wschodni